# István Czakkel
István Czakkel (Budapest, 16 dicembre 1947) è un ex schermidore ungherese, vincitore di una medaglia d'argento ai campionati mondiali di scherma.